# Тартарен из Тараскона (фильм, 2003)
Это статья о фильме. Статья о книге см. Тартарен из Тараскона.
«Тартаре́н из Тараско́на» — российская комедия 2003 года режиссёра Дмитрия Астрахана, экранизация романа французского писателя Альфонса Доде.

## Сюжет
Готовится празднование 1000-летия провинциального городка Тараскона. Аптекарь Безюке написал пьесу, постановкой которой занимается хозяин похоронного бюро Костекальд. На главную роль утверждён Тартарен. Репетиция ежедневно под угрозой срыва из-за неуёмного Тартарена, который собирается в своё Большое Путешествие, при этом никогда не выезжая из своего Тараскона.
Хотя от всех «Необыкновенных приключений…», составлявших первую часть оригинальной трилогии, оставлен только привезённый парой заезжих авантюристов лев, а от персонажей — аптекарь Безюке и Костекальд, путешествие, тем не менее, состоится. И пусть в Алжире зрителей не ждёт князь Черногорский (его сменил лже-граф Безансон), возможностей проявить своё мужество у Тартарена ещё будет предостаточно.

## В ролях
| Актёр                | Роль                               |
| -------------------- | ---------------------------------- |
| Анатолий Равикович   | Тартарен                           |
| Елена Захарова       | Мари                               |
| Николай Караченцов   | граф Безансон                      |
| Инна Ульянова        | Эмма                               |
| Александр Абдулов    | аптекарь Безюке                    |
| Александр Филиппенко | хозяин похоронного бюро Костекальд |
| Татьяна Золоткова    | Виолетта                           |
| Павел Баршак         | корреспондент Альфонс Доде         |
| Сергей Никоненко     | полковник                          |
| Евгений Крыжановский | начальник станции                  |
| Андрей Олиференко    | буфетчик                           |
| Виктор Васильев      | начальник полиции                  |
| Владимир Сичкарь     | почтмейстер                        |
| Александр Гусев      | мясник                             |
| Андрей Дубровский    | цирюльник                          |
| Игорь Кашевский      | сержант                            |
| Владимир Ландельман  | дирижёр                            |
| Николай Смирнов      | капрал                             |
| Артур Федорович      | фотограф                           |
| Елена Карпович       | модистка                           |
| Валентина Седых      | модистка                           |
| Анисела Шпилевская   | модистка                           |
| Анна Кисель          | жена Костекальда                   |
| Владимир Гидлевский  | учитель                            |
| Николай Кириченко    | мэр города                         |
| Илья Черепко         | писарь                             |
| Мария Гляцевич       | девица-горожанка                   |
| Ольга Довнар         | девица-горожанка                   |
| Ольга Шкадрович      | девица-горожанка                   |
| Андрей Борткевич     | офицер                             |

## Съёмочная группа
- Автор сценария: Олег Данилов
- Режиссёр-постановщик: Дмитрий Астрахан
- Оператор-постановщик: Ежи Гощик
- Художник-постановщик: Юрий Зеленов
- Композитор: Александр Пантыкин
- Звукорежиссёры: Сергей Чупров, Шамиль Исмаилов, Сергей Бубенко, Владимир Шустер
- Художник по костюмам: Алла Киреева
- Исполнительные продюсеры:
  - Максим Коропцов
  - Илья Неретин
- Продюсер: Валерий Тодоровский

## Музыка
В фильме использованы вариации на темы «Кармен» и «Пертская красавица» (серенада Смита) Жоржа Бизе, «Свадебный марш» Мендельсона, Соната си-бемоль минор для фортепиано Шопена в аранжировке Александра Пантыкина.

## Признание и награды
- 2003 год. Специальный диплом Российской кинологической федерации «Литература и кино» (Гатчина). Награждён Дмитрий Астрахан.